# Afrotyphlops liberiensis
Espèce
Synonymes
- Onychocephalus liberiensis Hallowell, 1848
- Typhlops liberiensis (Hallowell, 1848)
- Typhlops punctatus liberiensis (Hallowell, 1848)
- Afrotyphlops punctatus liberiensis (Hallowell, 1848)

Afrotyphlops liberiensis est une espèce de serpents de la famille des Typhlopidae. 

## Répartition
Cette espèce se rencontre au Liberia et en Guinée.

## Taxinomie
Afrotyphlops punctatus liberiensis a été élevé au rang d'espèce par Broadley et Wallach en 2009.

## Étymologie
Son nom d'espèce, composé de liberi[a] et du suffixe latin -ensis, « qui vit dans, qui habite », lui a été donné en référence au lieu de sa découverte, le Liberia.

## Publication originale
- Hallowell, 1848 : Description of two new species of Onychocephalus, from the western coast of Africa.  Proceedings of the Academy of Natural Sciences of Philadelphia, vol. 4, p. 59-61 (texte intégral).